# Хосе Луїс Борболья
Хосе Луїс Борболья Чаваррія (ісп. José Luis Borbolla Chavarria, 31 січня 1920, Мехіко — 11 лютого 2001, там само) — мексиканський футболіст, що грав на позиції нападника, зокрема, за клуб «Америка», а також національну збірну Мексики. Чемпіон Мексики. 

## Клубна кар'єра
У футболі дебютував 1940 року виступами за команду «Марте», в складі якої провив чотири сезони. Став за цей час чемпіоном Мексики.
1944 року перейшов до складу клубу «Депортіво», в якій провів один сезон, взявши участь у 10 матчах чемпіонату. 
Згодом з 1945 по 1950 рік грав у складі команд «Реал Мадрид», «Сельта Віго» та «Веракрус».
1950 року перейшов до клубу «Америка», за який відіграв 12 сезонів. Завершив професійну кар'єру футболіста виступами за команду «Америка» (Мехіко) у 1962 році.

## Виступи за збірну
1950 року дебютував в офіційних матчах у складі національної збірної Мексики. Протягом кар'єри у національній команді провів у її формі 3 матчі.
У складі збірної був учасником чемпіонату світу 1950 року у Бразилії, де зіграв  зі Швейцарією (1-2).
Помер 11 лютого 2001 року на 82-му році життя.

## Титули і досягнення
- Чемпіон Мексики (1):

«Марте»: 1942-1943